# Matsui Kenya
Kenya Matsui (松井 謙弥 Matsui Kenya, sinh ngày 10 tháng 9 năm 1985 ở Kakegawa, Shizuoka) là một cầu thủ bóng đá người Nhật Bản hiện tại thi đấu cho Cerezo Osaka.

## Thống kê sự nghiệp
Cập nhật đến ngày 23 tháng 2 năm 2016.
| Thành tích câu lạc bộ | Thành tích câu lạc bộ | Thành tích câu lạc bộ | Giải vô địch | Giải vô địch | Cúp                   | Cúp                   | Cúp Liên đoàn | Cúp Liên đoàn | Châu lục | Châu lục  | Khác    | Khác      | Tổng cộng | Tổng cộng |
| Mùa giải              | Câu lạc bộ            | Giải vô địch          | Số trận      | Bàn thắng    | Số trận               | Bàn thắng             | Số trận       | Bàn thắng     | Số trận  | Bàn thắng | Số trận | Bàn thắng | Số trận   | Bàn thắng |
| Nhật Bản              | Nhật Bản              | Nhật Bản              | Giải vô địch | Giải vô địch | Cúp Hoàng đế Nhật Bản | Cúp Hoàng đế Nhật Bản | Cúp Liên đoàn | Cúp Liên đoàn | Châu Á   | Châu Á    | Khác1   | Khác1     | Tổng cộng | Tổng cộng |
| --------------------- | --------------------- | --------------------- | ------------ | ------------ | --------------------- | --------------------- | ------------- | ------------- | -------- | --------- | ------- | --------- | --------- | --------- |
| 2004                  | Júbilo Iwata          | J1 League             | 1            | 0            | 0                     | 0                     | 0             | 0             | 0        | 0         | -       | -         | 1         | 0         |
| 2005                  | Júbilo Iwata          | J1 League             | 0            | 0            | 0                     | 0                     | 0             | 0             | 0        | 0         | -       | -         | 0         | 0         |
| 2006                  | Júbilo Iwata          | J1 League             | 0            | 0            | 0                     | 0                     | 4             | 0             | -        | -         | -       | -         | 4         | 0         |
| 2007                  | Júbilo Iwata          | J1 League             | 0            | 0            | 1                     | 0                     | 2             | 0             | -        | -         | -       | -         | 3         | 0         |
| 2008                  | Júbilo Iwata          | J1 League             | 1            | 0            | 2                     | 0                     | 5             | 0             | -        | -         | -       | -         | 8         | 0         |
| 2009                  | Kyoto Sanga F.C.      | J1 League             | 1            | 0            | 0                     | 0                     | 0             | 0             | -        | -         | -       | -         | 1         | 0         |
| 2010                  | Cerezo Osaka          | J1 League             | 15           | 0            | 2                     | 0                     | 1             | 0             | -        | -         | -       | -         | 18        | 0         |
| 2011                  | Cerezo Osaka          | J1 League             | 0            | 0            | 2                     | 0                     | 0             | 0             | 0        | 0         | -       | -         | 2         | 0         |
| 2012                  | Cerezo Osaka          | J1 League             | 0            | 0            | 4                     | 0                     | 3             | 0             | -        | -         | -       | -         | 7         | 0         |
| 2013                  | Tokushima Vortis      | J2 League             | 36           | 0            | 1                     | 0                     | -             | -             | -        | -         | 2       | 0         | 39        | 0         |
| 2014                  | Tokushima Vortis      | J1 League             | 6            | 0            | 0                     | 0                     | 1             | 0             | -        | -         | -       | -         | 7         | 0         |
| 2015                  | Kawasaki Frontale     | J1 League             | 0            | 0            | 0                     | 0                     | 0             | 0             | -        | -         | -       | -         | 0         | 0         |
| Tổng cộng sự nghiệp   | Tổng cộng sự nghiệp   | Tổng cộng sự nghiệp   | 60           | 0            | 12                    | 0                     | 16            | 0             | 0        | 0         | 2       | 0         | 90        | 0         |

1Bao gồm Promotion Playoffs to J1.